# ترافوداتا

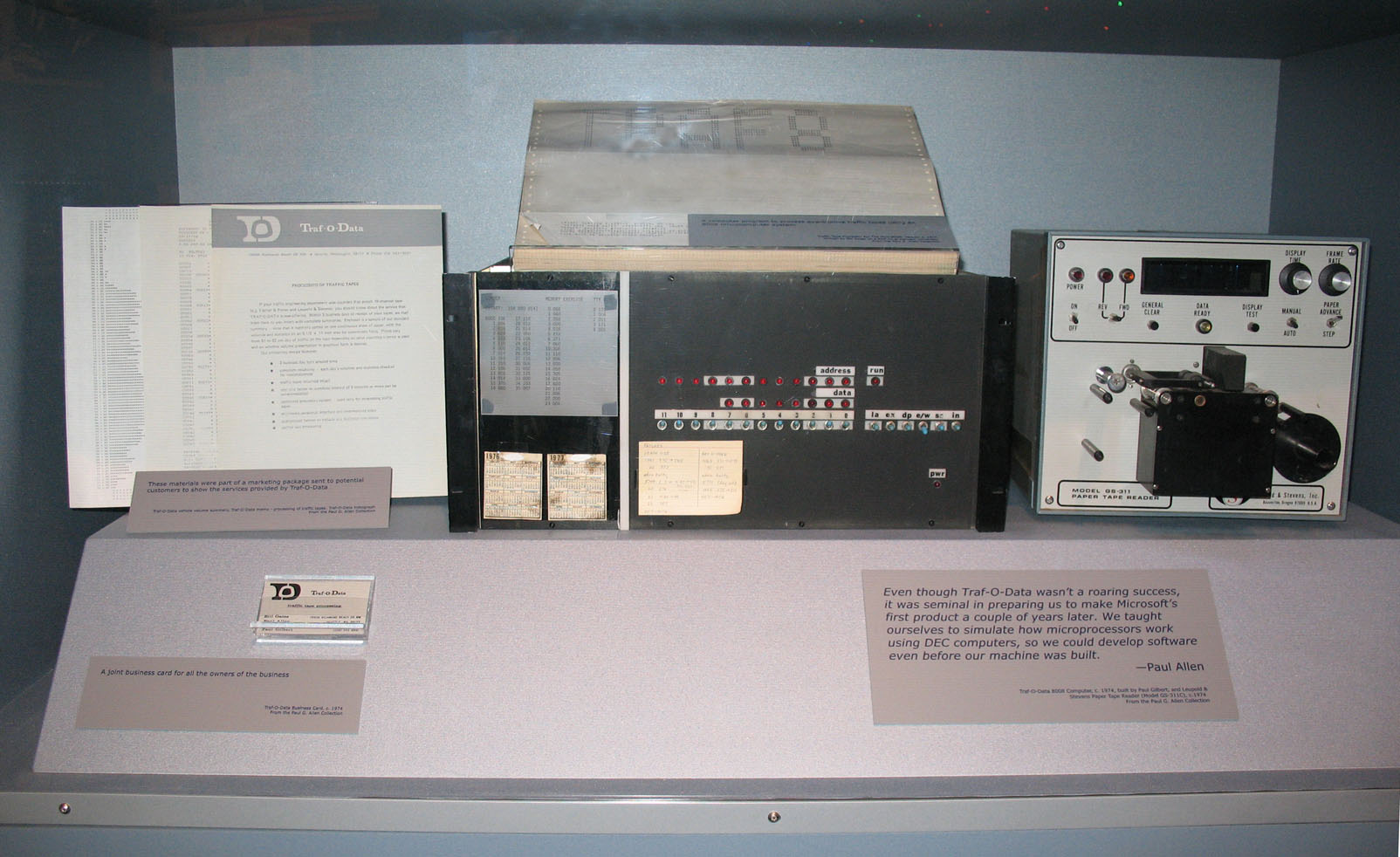
جهاز Traf-O-Data 8008

ترافوداتا (بالإنجليزية: Traf-O-Data)‏ هي شراكة عمل قامت بين بيل غيتس وبول ألين في سبعينات القرن العشرين.
كانت الشراكة تهدف لتطوير عتاد يستخدم في نظام المرور.

## اقرأ أيضاً
- مايكروسوفت